# Півці
Пі́вці — село в Україні, в Обухівському районі Київської області. Населення становить 230 осіб(в 2019 році).

## Географія
Розташоване за 18 км від районного центру Кагарлик. Найближча залізнична станція — Кагарлик, за 18 км. Площа: 3,121 кв. км.

## Назва
Більш як два століття тому у мальовничому куточку недалеко від річки Дніпро поселилося декілька сімей. Будинки будували невеличкі і ставили їх одна біля одної — кучками. І це місце першопоселенців було назване Кучанка. Люди тут жили веселі, співучі. Вони побудували корчму. Веселий і гарний спів завжди подобався приїжджим. І далеко за межами цього поселення знали про гарних співців. Коли подорожнього запитували, звідки він іде, то відповідь була така: «Від співців». Так і закріпилась за селом назва Співці, пізніше в документах згадується як Півці.

## Історія
В історичному документі «Сказание о населенных пунктах Киевской губернии» Л. Похилевича сказано, що село Півці існувало вже у 18 столітті. Першими володарями села були князі Любомирські. Стефан Любомирський був генерал-майором народної кавалерії. В 1789 р. Маєток перейшов до Гната Головинського, який в свою чергу продав його в 1840 р. Осипу Францовичу Перро.
В 1722 р. в селі була побудована церква Вознесіння Господнього, маленька, дерев'яна. На її місці в 1850 р. побудували нову кам'яну, з новою дзвіницею. Головним заняттям жителів села було хліборобство, а крім того селяни ходили на заробітки в Таврію.
У 1858 р. в селі побудували цукровий завод, директором якого був німець Бернард Якович Шуваль. На той час в селі була церковно-приходська школа, 9 вітряних млинів і 1 винна лавка.
Під час революції 1905—1907 рр. робітники і селяни, що працювали в економії, влаштували страйк. Організований виступ трудящих змусив пана Перро встановити на підприємстві і в економії 8-годинний робочий день та підвити платню на 40 %, підліткам — на 50 %.
Після захоплення влади більшовиками почалося усуспільнення сільського господарства. Колгосп ім. Сталіна організувався в 1929 р. з одноосібних господарств. Його ініціаторами стали Миткита Носик, Йон Рябокляч та Ничипір Чорномаз. А коли вступив до колгоспу і селянин-заможник Василь Нетреба, перехід на колективне господарювання став масовим.
В серпні 1941 р. в зв'язку з тимчасовою окупацією німецько-фашистськими загарбниками, колгосп ім. Сталіна припинив своє існування, а в січні 1944 р. відновив роботу.
В січні 1951 року до колгоспу ім. Сталіна було приєднано колгосп"20-річчя Жовтня" с. Онацьки та колгосп «Перемога» с. Яблунівка(згідно протоколу загаль них зборів колгоспників колгоспу від 17 жовтня 1950 р.) В лютому місяці 1952 р. відбулося розукрупнення колгоспу. Від колгоспу ім. Сталіна відокремився колгосп «Перемога» с. Яблунівка (Протокол звітно-виборчих зборів колгоспників колгоспу ім. Сталіна від 7 лютого 1952 р.) В листопаді 1959 р. до колгоспу ім. Сталіна був приєднаний колгосп ім. 1 Травня селища Ржищів (протокол № 15 засідання правління колгоспу ім. Сталіна від 19 листопада 1959 р.) В грудні 1962 року колгосп ім. Сталіна був перейманоіваний в колгосп ім. Горького, а в квітні 1964 р. — в колгосп ім. Дімітрова. В 1974 р. до колгоспу ім. Діфмітрова було приєднано колгосп «Здобуток Жовтня» с. Яблунівка. На основі колективної праці і широкого застосування механізації, хімізації і меліорації земель колгосп виробляє зерно, молоко, м'ясо та іншу сільськогосподарську продукцію. Згідно виписки з протоколу № 2 від 25 грудня 1992 р. колгосп ім. Дімітрова реорганізовано в колективне сільськогосподарське підприємство «Лан», головою якого працював Ковтун Володимир Олександрович.
27.11.1995 р. відбулося розпаювання земель КСП «Лан». Громадяни одержали на руки сертифікати на право на земельну частку-пай і створили СТОВ «Лан». З 18.10.2001 р. громадяни-власники земельних сертифікатів колишнього СТОВ «Лан» уклали договори оренди земельних сертифікатів з ТОВ «БРСМ — Агро» с. Яблунівка, а з 2007 р. — «Еталон-2007». Керівником якого є Алазаров Юрій Євгамович.

## Сьогодення
Протягом останніх років в селі Півці побудована міні-котельня біля приміщення школи, що дало змогу проводити навчальний процес в зимовий час в нормальному температурному режимі. Зроблено ремонт в сільському клубі, завдяки чому в селі почала відроджуватись художня самодіяльність, запрацював фольклорний ансамбль «Берізка», до роботи якого стали залучати дітей шкільного віку, що дає можливість зберегти спадщину поколінь.
В селі відроджується духовність. 27.09.2004 р. відкрилась Хресто-Воздвиженська церква.
Працюють 7 фермерських господарств, 9 одноосібників, ТОВ "Еталон-2007.

## Населення

### Мова
Розподіл населення за рідною мовою за даними перепису 2001 року:
| Мова            | Кількість | Відсоток |
| --------------- | --------- | -------- |
| українська      | 387       | 93.48%   |
| російська       | 15        | 3.62%    |
| вірменська      | 11        | 2.66%    |
| інші/не вказали | 1         | 0.24%    |
| Усього          | 414       | 100%     |

## Люди
В селі народилися:
- Семен Крамаренко — козак 7 Синього полку 3 пішої Залізної дивізії армії УНР, загинув під час російсько-української війни (не пізніше 1919 року);
- Причепа Яків Максимович (1919—?) — український радянський графік.
- Рябокляч Іван Панасович (1914—1999) — український журналіст і письменник. Лауреат Сталінської премії.